# Лопес Ньето, Антонио
Антонио Хесус Лопес Ньето (исп. Antonio Jesús López Nieto; род. 25 января 1958, Малага, Андалусия) — испанский футбольный судья, арбитр ФИФА.

## Карьера

### Послужной список
Работал арбитром матчей чемпионата Испании с 1990 по 2003 год, с 1993 по 2003 год судил международные матчи в Лиге чемпионов, Кубке УЕФА, а также матчи отборочных и финальных турниров чемпионатов мира и Европы. Первую международную встречу отработал 4 сентября 1994 года между командами Англии и США, всего отработал более 80 международных матчей. Четырежды признавался лучшим футбольным судьёй Испании. Дважды судил финалы Кубка УЕФА в 1998 и 2000 годах, также судил первый матч финала 1995 года. Увлекается музыкой и чтением.

### Скандалы
- 13 сентября 1995 года Лопес Ньето судил матч Лиги чемпионов УЕФА между киевским «Динамо» и «Панатинаикосом». После игры, завершившейся победой «Динамо» со счётом 1:0, судья заявил, что представители украинского клуба предложили ему взятку в размере 30 тысяч долларов США и две норковые шубы в обмен на то, чтобы он повлиял на исход встречи, — доказательством была записка с предложением помочь «Динамо», которую Лопес Ньето не смог себе забрать (её отобрал президент «Динамо» Игорь Суркис)[2]. КДК УЕФА после этого скандала снял динамовцев с турнира и отстранил на один еврокубковый сезон[1] (решение позже было обжаловано)[3]. Со слов представителей «Динамо», за день до этого Лопес Ньето сам решил приобрести пару шуб для матери и жены, а его ассистенты приобрели по меховой шапке. Однако когда Лопес Ньето узнал о цене, то он возмутился и отказался от покупок. Тем не менее чек на покупку товаров УЕФА расценило как доказательство попытки подкупа судьи со стороны киевского клуба[4].
- На чемпионате мира по футболу 2002 года в матче между Германией и Камеруном Лопес Ньето установил один из рекордов чемпионата мира, показав 14 жёлтых и 2 красные карточки: в ходе матча были удалены Карстен Рамелов и Патрик Сюффо[5]. Через 4 года рекорд побил российский судья Валентин Иванов.
- 22 октября 2003 года немец Маркус Мерк обслуживал матч «Аякс» — «Сельта» (1:0) группового этапа Лиги чемпионов УЕФА[6]. Судейство Мерка раскритиковали испанцы, которые подали жалобу в УЕФА на действия немца и обвинили его в предвзятости и открытой помощи «Аяксу». Однако масштабы скандала разрослись после того, как для радиостанции COPE дал интервью Антонио Лопес Ньето, обвинивший Мерка в получении взяток от чиновников УЕФА за обеспечение определённых исходов матчей (в том числе игры «Аякс» — «Сельта»)[1].